# درخت صابون
درخت صابون (نام علمی: Quillaja saponaria) نام یک گونه از راسته باقلاسانان است.